# ماساشی سادا
ماساشی سادا (به انگلیسی: Masashi SADA؛ به ژاپنی: さだ まさし) (زادهٔ ۱۰ آوریل ۱۹۵۲، ناکازاکی) خواننده، ترانه‌سرا، آهنگساز، نویسنده، بازیگر، تهیه‌کننده فیلم اهل ناگاساکی ژاپن می باشد.
ماساشی سادا را طرفدارانش با لقب «آقای انتظار» (به انگلیسی: Mr. Waiting) می‌شناسند. یکی از مشهورترین‌ترین آهنگ‌هایی که او ساخته و در ایران معروف است، موسیقی متن مجموعهٔ تلویزیونی از سرزمین شمالی، پخش‌شده از شبکهٔ سراسری ایران در دههٔ ۱۳۶۰ است.

## تاریخچهٔ هنری
ماساشی سادا فعالیت هنری خود را با ویولن در سه‌سالگی آغاز کرد و در دوران ابتداییِ تحصیل خود جوایزی نیز در مسابقات گوناگون دریافت نمود. در سال‌های پیش از دانشگاه با گیتار نیز آشنا شد و در نواختن این ساز نیز به مهارت رسید.
در سوم نوامبر ۱۹۷۲ گروه دونفره‌ای را به همراه یوشیدا ماسامی، همکلاسی دوران تحصیل خود که پس از سال‌ها دوباره یکدیگر را در ناکازاکی ملاقات کرده بودند، پایه‌گذاری کرد و این گروه را «انگور» نامید.

## زندگیِ هنری
پس از گذشت یک سال از پایه‌گذاری این گروه با آهنگ «شورو ناگاشی» به معروفیت رسیدند و این ترانه در مقام دوم جدول اُریکُن (Oricon) ژاپن قرار گرفت.
این گروه تک‌ترانه‌های معروف و محبوبی مانند «موئن زاکا» و «اِنکیری دِرا» را نیز در کارنامهٔ خود دارد.
گروه انگور در سال ۱۹۷۶ به دلایل گوناگون و همچنین بیماری هپاتیت که سادا با آن درگیر بود از هم پاشید.
کمی پس از جدایی و از هم پاشیدن گروه دونفرهٔ انگور، ماساشی سادا در همان سال، نخستین آلبوم خود را به نام «کیکیو رای» وارد بازار کرد.
یکی از آثار این هنرمند که باعث درخشش بیش از پیش او در ژاپن شد، تک‌آهنگ «آمایا دُری» به‌معنای «سرپناهی از باران» در سال ۱۹۷۷ بود.
ماساشی سادا در طول عمر هنری خود به‌عنوان آهنگساز بیش از ۳۵ آلبوم و ۷۰ تک‌آهنگ پدید آورده‌است. او در دههٔ ۱۹۷۰ تا نیمه‌های دههٔ ۱۹۸۰ محبوب‌ترین هنرمند مرد ژاپن بود.

## آثارهنری
ماساشی سادا فعالیت‌هایی نیز در رادیو و تلویزیون دارد که این برنامه‌ها معمولاً طرفداران بسیاری دارند.
- ۲۵ اوت ۱۹۷۴ (Wasuremono (Lost and Found
- ۲۵ می ۱۹۷۵ (Seseragi (murmur
- ۲۵ نوامبر ۱۹۷۵ (Communication (communication
- ۲۵ نوامبر ۱۹۷۵ Kikyorai
- ۲۵ ژوئیه ۱۹۷۷ (Kazamidori (weathercock
- ۲۵ مارس ۱۹۷۸ (Shikashu (collection of flower I
- ۱۰ آوریل ۱۹۷۹ (Yume Kuyo (memorial dream
- ۱۰ اکتبر ۱۹۸۰ (Inshoha (Impressionism
- ۲۵ ژوئن ۱۹۸۱ (Utsurohi (Monument vacant
- ۱۱ دسامبر ۱۹۸۲ rut of a dream) Yume no Wadachi)
- ۳۰ نوامبر ۱۹۸۳ (Remnants of the wind (Kaze no Omokage
- ۱۲ دسامبر ۱۹۸۴ Glass Age
- ۱۲ ژوئن ۱۹۸۵ ADVANTAGE
- ۲۱ دسامبر ۱۹۸۵ (Jibun Shokogun / Oneself syndrome (syndrome own
- ۲۵ ژوئیه ۱۹۸۷ (Yume Kaikisen (tropic dream
- ۲۵ ژوئیه ۱۹۸۸ (Kazemachi Dori no Hitobito (People of the street waiting for the wind
- ۲۵ ژانویه ۱۹۸۹ (Yume no Fuku koro (blowing a dream about
- ۲۵ فوریه ۱۹۹۰ (Was looking at just a dream (Yume bakari Miteita
- ۲۵ اوت ۱۹۹۰ (Yume Kaikisen II (II tropic dream
- ۲۵ ژوئیه ۱۹۹۱(Family Portrait (Kazoku no Shozo
- ۱۰ نوامبر ۱۹۹۱ (For those days - Season of raisins - (Ano Koro ni Tsuite-Season of raisin
- ۱۰ نوامبر ۱۹۹۲ Honobono (dimly) / Heartwarming
- ۲۵ اکتبر Meet Aimiteno look of ۱۹۹۳
- ۲۵ اکتبر Omoide Dorobo (thief Memories) ۱۹۹۴
- ۲۵ اکتبر Sayonara Nippon / Good-bye Nippon (Nippon Sayonara) ۱۹۹۵)
- ۲۵ اکتبر Just old-fashioned song of love) Furukusai Koi no Uta bakari ۱۹۹۶)
- ۲۱ نوامبر Yumeuta (dream song) ۱۹۹۷
- ۲۳ سپتامبر Kokoro no Jidai era of the heart ۱۹۹۸
- ۲۳ ژوئن ۱۹۹۹ (Toki no Sumika (seasonal
- ۲۱ سپتامبر ۲۰۰۰ (Nihon Kaku Setsu (Japan fictional theory
- ۲۵ آوریل (- Green story a hundred years - the man who planted a tree Ki wo Ueta Otoko-Midori Hyakunen Monogatari-/ The Man Who Planted Trees
- ۲۷ فوریه ۲۰۰۲ (Arusutoromeria (Synopsis dream lily grass (Toro Melia
- ۲۶ سپتامبر ۲۰۰۲ (Continuation of the dream (Yume no Tsuzuki
- ۱۹ فوریه ۲۰۰۳ Yume Kuyo - A Special two disk edition
- ۲۲ اکتبر ۲۰۰۳ Slowlife Story) Story Surouraifu)
- ۲۰۰۴ (Koibumi (love letter
- ۲۰۰۵ (Tokoshi e (to Mr. Toko
- ۲۰۰۶ Vestiges of Japan Beautiful) Utsukushiki Nihon no Omokage)
- ۲۰۰۷ Mist
- ۲۰۰۹ Morning beautiful) Utsukushii asa)

## واژه‌نامه
1. ↑  Yoshida MASAMI - 吉田政美
2. ↑  Shourou nagashi - 精霊流し
3. ↑  Muen Zaka- 無縁坂
4. ↑  En-kiri Dera- 縁切寺
5. ↑  Kikyorai - 帰去来
6. ↑  Amayadori- 雨やどり